# The Libertines
The Libertines is een Engelse rockband opgericht in 1997. De groep werd gevormd door zangers/gitaristen Carl Barât en Pete Doherty, aangevuld met bassist John Hassall en drummer Gary Powell.
Barât en Doherty ontmoetten elkaar in 1996 en begonnen een jaar later met The Libertines. Hierna volgden enkele wisselingen in de formatie, waarna het duo uiteindelijk vasthield aan Hassall en Powell. Eind 2001 tekende de band een platencontract bij Rough Trade en een jaar later verscheen het debuut Up the Bracket. Het vervolgalbum The Libertines, dat de eerste plaats behaalde in de UK Album Chart, was tevens het laatste: door de voortdurende problemen tussen Doherty en de overige leden viel de band uiteen. In 2010 speelt The Libertines een reünieconcert op de Reading en Leeds Festivals.
The Libertines maakten deel uit van de post-punk revival en garagerock revival aan het begin van de 21e eeuw, samen met onder andere The Strokes en The Vines.

## Biografie

### 1997 - 2000: Oprichting en zoektocht naar een platencontract
Carl Barât begon in 1996 aan zijn studie Drama aan de Brunel University in Uxbridge, waar hij Amy-Jo Doherty ontmoette. Ze werden verliefd op elkaar en gingen samenwonen in Richmond. Daar vertelde Amy-Jo over haar broer Pete die, zoals ze beschreef, een dichter was. Pete hoorde op zijn beurt dat Barât een 'geweldige gitarist' was en wilde hem graag ontmoeten. Hun eerste ontmoeting ontstond nadat Amy-Jo vroeg of Carl op Peter wilde passen omdat ze naar een college moest. De twee begonnen te praten over muziek en poëzie en daaruit bleek dat ze veel gemeen hadden, zoals hun liefde voor Engeland. Daarnaast waren er verschillen: terwijl Pete alleen maar Britse muziek luisterde, was dat juist onbekend terrein voor Carl. De twee begonnen steeds vaker met elkaar om te gaan. Pete zou dan bij Carl en Amy-Jo langskomen om gitaar te spelen en te praten.
Na een tijd maakten ze een deal met elkaar: ze zetten hun hele leven in het teken van de droom om een succesvolle band te worden. Pete verhuisde naar Londen om Engelse literatuur te studeren en Carl stopte met zijn drama-studie. Samen gingen ze in een appartement in Londen wonen, waar ze op zoek gingen naar mensen om een band te vormen. De buurman van Barât en Doherty was Steve Bedlow, beter bekend als 'Scarborough Steve'. Vanwege zijn mondigheid en vastberadenheid vonden de twee dat Bedlow de perfecte leadzanger zou zijn. Scarborough Steve kende op zijn beurt John Hassall en Johnny Borrell, twee vrienden die samen op school zaten en muziek maakten. Doherty nam in de zomer van 1997 contact op met Hassall. Ze praatten samen over muziek en de band die Doherty wilde vormen. De volgende dag kwamen Barât, Borrell en Scarborough Steve langs en besloten een band te vormen, alhoewel nog niet duidelijk was wie wat voor instrumenten zou gaan spelen.
Rond deze tijd werd de naam 'The Libertines' bedacht. De naam werd afgeleid van 'The Lust of the Libertines' van Markies de Sade, een stuk uit de roman 'De 120 dagen van Sodom'. Twee dagen later speelt de band hun eerste concert in de kelder van Barât en Doherty. De drummer van die avond was ene Zack, die eenmalig werd opgeroepen. Binnen enkele weken kreeg de band een plaats in de Odessa Studios in Oost-Londen. Om op te nemen, was echter nog steeds een drummer nodig. De avond voor aanvang van de opnamen ontmoetten Barât en Doherty iemand in de pub, die afsprak dat hij de volgende dag wel zou komen drummen. Als hij echter niet komt opdagen, belt Odessa-eigenaar Gwyn Mathias zijn 54-jarige vriend Paul DuFour op, die voor 50 pond komt drummen. DuFour raakt zo onder de indruk van de band, dat hij zich aanbiedt als vaste drummer.

### 2000 - 2002: Eerste demo en platencontract
In 2000 benaderde de band een werknemer van Malcolm McLaren, de ex-manager van The Sex Pistols, om de band te managen. Hij had geen interesse, maar zijn vriendin Banny Poostchi (een advocate van Warner Chappell Music Publishing) wilde het wel proberen. In september 2000 werd Legs 11 opgenomen: een demo met de 8 beste Libertines-nummers, uitgekozen door Barât. Er was echter nog steeds geen interesse in de band. Hassall en DuFour maakten onderling een afspraak: als het niet binnen afzienbare tijd iets werd, zouden ze uit de band stappen. Als de band op een avond per ongeluk voor 2 zalen wordt geboekt, ontstaat er een splitsing in de band. De leden worden het niet eens over waar er gespeeld moet worden en Hassall vertrekt. In december stapt ook Poostchi op.
Toen kwam het keerpunt: de New Yorkse band The Strokes veroverden Engeland met een stijl die precies aansloot bij die van The Libertines. Pootschi kwam terug naar de band en wilde ze opnieuw managen, onder de voorwaarde dat ze Strokes-achtige nummers zouden maken; dit puur om een contract te krijgen bij Rough Trade. Barât en Doherty stemden in. Enige probleem was een nieuwe bassist en drummer. Voor de basgitaar werd Borrell opgeroepen. Pootschi’s secretaresse Katie Ferry was op hetzelfde moment aan het daten met Gary Powell, een drummer uit New Jersey. Barât en Doherty regelden een gesprek met Powell en samen stemmen ze in om een band te vormen. Samen met Borrell oefenden de band elke dag. Op 1 oktober 2001 belt Pootschi A&R manager-James Endeacott van Rough Trade op om hem te vragen of hij naar de band zou willen luisteren. Endeacott kwam, maar opeens bleek dat Borrell naar Wales was vertrokken en niet meer zou terugkomen. Zonder bassist speelde de band enkele nummers. Na een cd en een tweede optreden was Endeacott overtuigd en mocht de band naar de Rough Trade studio’s komen.
Op 11 december wordt de band 'goedgekeurd' en krijgt het zijn eerste contract. Na dit succes was een bassist snel gevonden: Hassall was bereid de band nog een kans te geven. The Libertines kregen kort daarna hun eerste (positieve) review in de NME. Ze kwamen in het voorprogramma van The Strokes en The Vines. Rough Trade vond het toen tijd voor de eerste single en liet Bernard Butler van Suede overkomen. Butler noemde de band na het aanhoren 'geniaal' en koos twee potentiële singles uit: "What a Waster" en "I Get Along". Op 3 juni worden beide singles uitgebracht. Twee dagen later belandde de band op de cover van NME. De band bleef toeren: in 2002 werd meer dan 100 maal opgetreden, reizend door Engeland met een toerbusje. Op 27 juli mochten ze als voorprogramma van The Sex Pistols spelen en een paar maanden later bij Morrissey.

### 2002 - 2003:Up the Bracketen Europese toer

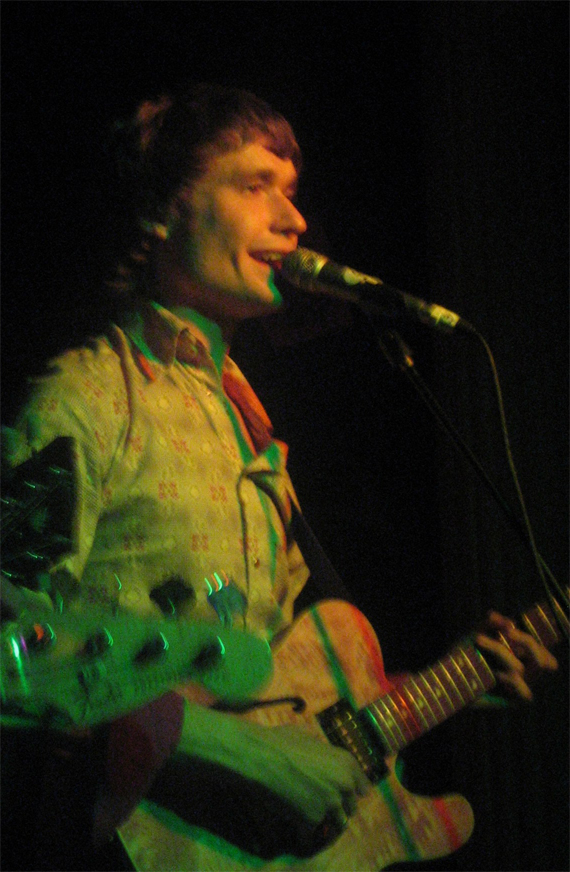
John Hassall

The Libertines gingen de studio’s in voor de opnamen van het eerste album. De originele producer zou eigenlijk Nigel Godrich worden, maar hij had verplichtingen bij Radiohead. Toen bood Rough Trade Mick Jones van The Clash aan, waar de band zich goed in kon vinden. Ze begonnen te werken in de RAK Studio’s, waar de band in twee weken 20 nummers opnamen. Hierna werd het album gemixt in de Whitfield Studio’s, die ook door The Clash werden gebruikt. Tijdens dit proces liet Doherty voor het eerst verstek gaan bij een optreden. Na een arrestatie van Doherty moest het H2002 Festival in Scarborough door de drie overige leden gespeeld worden. In augustus stond het Reading/Leeds Festival op het programma. Dat werd geen succes, aangezien Barât’s versterker tijdens het concert explodeerde. Op 30 september werd de single "Up the Bracket" uitgebracht, dat het iets beter in de hitlijst deed dan "What A Waster". Op 21 oktober werd het album Up the Bracket uitgebracht. Het bereikte nummer 35 op de Britse Album-hitlijst.
De band verschijnt in de kerstmis-editie van NME en mag in februari opnieuw in het voorprogramma van The Vines, als zij op de NME Awards optreden. The Vines moest echter het concert afzeggen na een vechtpartij, wat betekende dat The Libertines de hoofd-act werd. Het werd een alles-of-niets-optreden: de band kreeg niet de gewenste media-aandacht en bij een slecht concert zou NME de band afschrijven. Het werd echter een goed optreden en de media schreven positieve kritieken. De band ging op toer naar Scandinavië en hield enkele concerten in Engeland. Twee dagen erna zou de Europese toer beginnen in Hamburg. Doherty kwam echter niet opdagen voor vertrek en het concert moest afgezegd worden. Hij was niet zo heel lang kwijt; de band hield enkele kleine concerten in eigen land (die via internet werden aangekondigd) en de band vertrok later voor een tour naar Japan.
Rond deze tijd begon Doherty zwaardere drugs te nemen en daardoor ontstonden er problemen met de overige bandleden. Pootschi werd enkele malen ontslagen (en weer aangenomen), de combinatie van toeren en drugs werkten tegen hem en hij wilde niet verder met Hassall en Powell. Het eerste optreden in Japan werd ook een teleurstelling: na 30 seconden spelen stortten de versterkers naar beneden. De versterkers werden tijdens het concert gemaakt en de bandleden maakten het optreden nog wel af. De terugreis van Japan was geruststellend voor Doherty: ruzies met de bandleden gingen over. De volgende concerten werden gehouden in de Verenigde Staten. Het eerste optreden moest afgezegd worden vanwege het overlijden van Doherty’s grootmoeder, maar hij was op tijd in de VS voor het Coachella Festival waar de band slechts 2 nummers kon spelen vanwege een uitlopend optreden van Groove Armada. De band trad ook op in de David Letterman-show. Tijdens deze reis werden de Babyshambles Sessions opgenomen, een serie demo’s die door Doherty aan een fan werd weggegeven die ze later op het internet zette. Doherty’s drugsprobleem begon weer op te spelen doordat hij via dealers in New York makkelijk aan drugs kon komen.

### 2003 - 2004: Problemen Doherty en Freedom Gig
Eenmaal terug in Engeland ging de band meteen de studio in om de nieuwe single "Don’t Look Back Into the Sun" op te nemen. Doherty kwam echter vaak te laat voor opnamen, of zelfs helemaal niet. Later regelde Doherty een optreden in een huis bij Kings Cross, in de hoop dat de andere bandleden vanzelf zouden komen. Aangezien het het eerste optreden was sinds de tour naar Japan en Amerika, stond het huis helemaal vol met mensen. Powell verscheen, maar alleen om Doherty over te halen de opnamesessies te doen. Doherty ging er niet op in en Powell vertrok weer. Doherty's vriend en muzikant Wolfman was er wel en samen speelden ze de hele avond. Doherty was zeer teleurgesteld dat Barât er niet was. Een andere avond, als Doherty een optreden op een dak in Whitechapel regelt, komt Barât ook niet opdagen. Hij is dan zijn verjaardag vieren met vrienden, die hem overtuigen niet te gaan. Doherty is hevig teleurgesteld en vertrok met de trein, zelf niet wetend waarnaartoe.
Het was de avond voor een nieuwe Europese tour, waardoor er weer zonder Doherty moest worden gespeeld. Technicus Nick Gavrilovic moest tijdelijk invallen, nadat Barât hem onderweg in de bus zo veel mogelijk nummers had geleerd. Op het Rock im Park-festival op 6 juni speelde Gavrilovic gitaar en hielp The Cooper Temple Clause-bassist Didz Hammond met de zang. Doherty liet ondertussen met enkele berichtjes van zich horen op de Libertines-website. Een officieel bericht liet weten dat Doherty ziek was, maar in werkelijkheid zat hij in Engeland, woedend op Barât. Terwijl de tour doorging tot in eigen land, werd Doherty naar een afkickkliniek gestuurd. Voor dat hij weer clean was verliet hij de kliniek alweer.
Terwijl Barât, Hassall en Powell op de Europese toer waren met Anthony Rossomando als gitarist, besloot Doherty zijn eigen band op te richten: Babyshambles. Hij vroeg Scarborough Steve om te zingen en nam enkele demo's op met behulp van vriend Dean Fragile. Als Doherty op een avond een optreden had gepland, kwam hij niet opdagen omdat hij werd opgepakt door de politie op verdenking van inbraak. Doherty trapte de deur van Barâts appartement in en nam enkele spullen mee. Meteen daarna bekende hij het verhaal aan de moeder van zijn pasgeboren kind, Lisa Moorish. Doherty werd berecht en kreeg 6 maanden gevangenisstraf, later gereduceerd tot 2 maanden. Op de dag van de vrijlating was Barât daar om Doherty op te halen, tegen zijn verwachtingen in. Alle ruzies werden vergeven en er werd later die avond een emotioneel optreden in Chatham gegeven, gedoopt tot de 'Freedom Gig'. Ook Hassall en Powell kwamen spelen. Het optreden werd door NME 'het optreden van het jaar' genoemd.

### 2004: Tweede album en opsplitsing

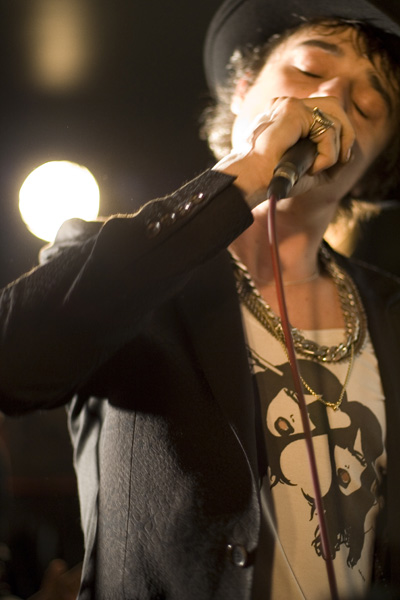
Pete Doherty

Voor Pootschi was het tijd om de band te verlaten: zij werd vervangen door Alan McGee. The Libertines begonnen een nieuwe toer. Barât en Doherty gingen samen enkele dagen naar Parijs, waar ze "Can’t Stand Me Now" en "The Saga" schreven. De band verscheen ook bij Jonathan Ross, waar ze "Can't Stand Me Now" speelden. Ondertussen deden de bandleden hun best om Doherty van de drugs af te houden, een streven dat niet realistisch bleek. Spanningen tussen Barât en Doherty groeiden wederom. Ondertussen werd wel besloten te beginnen met het tweede album. Mick Jones was opnieuw bereid het album te produceren. In de studio was er vaak security nodig om te voorkomen dat Barât en Doherty elkaar aanvielen. Nadat het album opgenomen was vertrok Doherty meteen, zonder zich zorgen te maken over de eindproductie.
Op 14 mei checkte Doherty in bij The Priory, een afkickcentrum waar vele sterren hadden gezeten. Hij vertrok daar eerder dan gepland, maar keerde een paar dagen later weer terug. Op 7 juni vertrok Doherty definitief. Op die avond had Barât zijn wekelijkse clubnacht Dirty Pretty Things. Doherty ging naar de club, waar Hassall en Powell ook aanwezig waren. Doherty vertelde dat hij naar Thailand ging om af te kicken. De vier gaven die avond nog een optreden, wat later het laatste concert van de vier Libertines-leden samen bleek te zijn. The Libertines vroegen Rossomando om in te vallen voor Doherty. De band ging door met het promoten van het tweede album. Doherty raakte in Thailand wederom verslaafd: hij reisde ongepland naar Bangkok om drugs te zoeken. Bij terugkomst in Engeland werd Doherty gearresteerd op verdenking van illegaal wapenbezit.
Doherty kreeg 4 maanden cel, een straf die voor 12 maanden uitgesteld werd. De Libertines-leden lieten weten dat Doherty, zodra hij van zijn verslaving af kwam, altijd welkom was in de band. Doherty kende echter al enig succes met zijn eigen project Babyshambles. Op 30 augustus kwam het album The Libertines uit, met de singles "Can’t Stand Me Now" en "What Became of the Likely Lads". De band toerde nog enkele malen, maar Barât had besloten niet meer onder de naam Libertines te willen spelen. Hij had zijn eigen project Dirty Pretty Things en Hassall’s nieuwe band Yeti stond ook al klaar. Het laatste concert, op 17 december 2004, vond plaats in een klein zaaltje in Parijs, waar The Libertines het voorprogramma was van PJ Harvey. Na het concert verplaatste het gezelschap naar de trappen van de Sacré-Cœur, waar afscheid van elkaar werd genomen.

### 2005 - heden: Eigen projecten en reünie op Reading en Leeds
Barât begon in 2005 zijn eigen band: Dirty Pretty Things, met Gary Powell als drummer en Anthony Rossomando als gitarist, aangevuld met bassist Didz Hammond van The Cooper Temple Clause. Ook Doherty was klaar om met zijn eigen band Babyshambles te beginnen. John Hassall ging na The Libertines verder met zijn band Yeti. Een jaar na de opsplitsing zagen Barât en Doherty elkaar voor het eerst sinds Doherty's vertrek naar Thailand. Barât kwam in een bar en hoorde geruchten dat Doherty ook zou komen. Barât liet weten dat het "beter nu kon gebeuren, omdat het er ooit van moest komen". De twee begroetten elkaar met een omhelzing en praatten enige tijd met elkaar. Later volgden er nog enkele ontmoetingen, onder andere op de NME Awards in 2007. Op 12 april van dat jaar speelden de twee voor het eerst weer met elkaar, als ze in het Hackney Empire-theater enkele Libertines-nummers akoestisch spelen. Een reünie werd echter uitgesloten, omdat zowel Barât als Doherty zich op hun eigen bands richtten.
Voor het 40-jarig jubileum van The Beatles' Sgt. Pepper's Lonely Hearts Club Band liet BBC Radio 2 het gehele album opnieuw opnemen. Barât en Doherty namen het nummer "A Day in the Life" voor hun rekening. In oktober 2007 bracht Rough Trade een compilatie uit van Libertines-nummers: Time for Heroes - The Best of the Libertines. Het album bevatte drie singles die niet op een voorgaand album stonden: "Mayday", "The Delaney" en "Don't Look Back Into The Sun". In juli 2008 sloot Barât een Libertines-reünie niet uit: "het is een vraag die me constant achtervolgt. Als een kind aan me vraagt 'Wanneer komen de Libertines weer samen?', dan denk ik: 'denk je nou echt dit iets is waar ik niet lang heb over nagedacht?' Ik mis de puurheid die ik met Pete had. Het zou geweldig zijn om dat terug te hebben. Pete zegt altijd: 'denk eens aan alle nummers die we nog moeten schrijven'. Die gedachte blijft altijd hangen." In 2008 viel tevens Dirty Pretty Things uiteen. Barât ging zich hierop concentreren op zijn solocarrière.
In 2009 verschenen er meer berichten over het onderwerp; Doherty verklaarde dat "het wel moest gebeuren" en Barât vertelde dat hij het voorlopig te druk had voor een reünie. In mei 2009 verschenen Barât, Doherty en Powell voor het eerst in vijf jaar samen op een podium, aangevuld met Babyshambles bassist Drew McConnell. Er werden zes Libertines-nummers gespeeld. In maart 2010 maakte de band via NME en een persconferentie bekend dat The Libertines een reünie-concert op de Reading en Leeds Festivals gaat spelen. De persconferentie in Londen werd opgevolgd door een geïmproviseerd optreden van Doherty, Barât en Hassall. Ook werd er door de band de mogelijkheid op nieuwe nummers open gelaten; Barât verklaarde dat er nieuw materiaal zal komen. Op 25 augustus wordt als voorbereiding op Reading & Leeds een optreden gehouden in het Londense HMV Forum.

## Muziekstijl

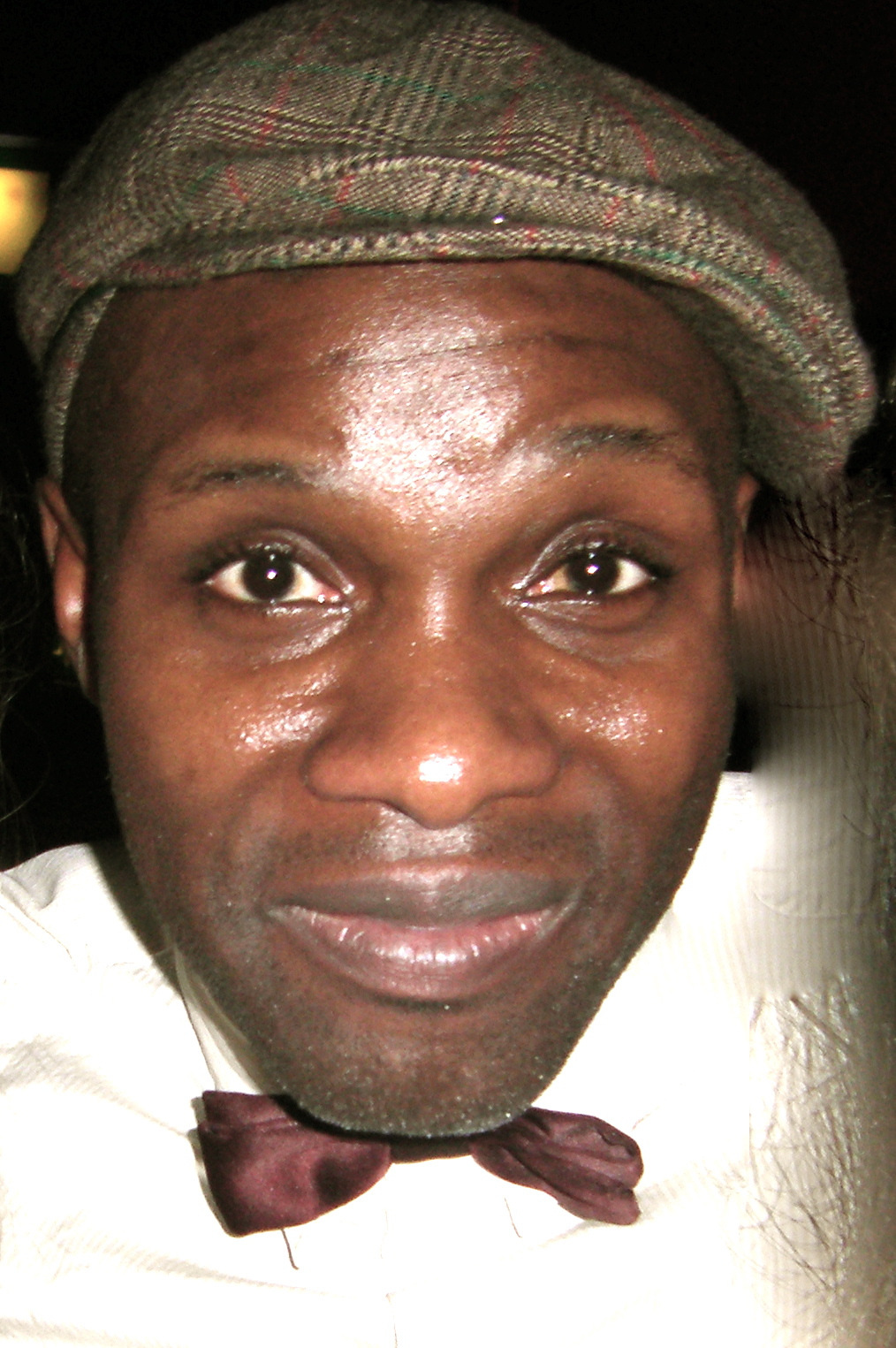
Gary Powell

The Libertines maakten muziek die volgens NME vergelijkbaar is met "vroege punk-artiesten zoals The Clash en The Jam". Bij de doorbraak van de band in 2002 noemde NME ze ook "de Britse versie van The Strokes", een vergelijking die lang stand zou houden; beide bands maakten dezelfde soort muziek en hadden dezelfde stijl. Een verschil was wel dat de productie van The Libertines erg onorthodox was: producer Mick Jones hield van ruwe opnamen, waardoor de nummers vaak niet-afgerond klonken. Door het garagerock-geluid van de band werd The Libertines vaak in het rijtje geplaatst van generatiegenoten als The White Stripes, The Hives en The Datsuns. The Libertines zorgden voor een kleine revolutie in de Britse muziek, nadat het jarenlang gedomineerd werd door de jaren 90-britpop met bands als Oasis en Blur. Daarmee legden The Libertines de basis voor nieuwe indiebands zoals Arctic Monkeys en Franz Ferdinand.
Carl Barât en Pete Doherty zijn beïnvloed door de gedachten achter de Albion, de oudste naam die gegeven is aan het Verenigd Koninkrijk. The Albion is ook overwogen als bandnaam. Het schip Albion moest varen naar Arcadia, een idyllisch land waar geen wetten zijn. Doherty's favoriete bands waren The Smiths, Suede en Chas & Dave. In tegenstelling tot Doherty had Barât weinig interesse in Engelse muziek. Hij prefereerde The Velvet Underground en Django Reinhardt, maar hield ook wel van The Clash en The Jam. Ook noemt hij Sid Vicious en Sid James als zijn inspiratie. Hassall's favoriete band was The Beatles, de band die hij "zijn eerste liefde" noemde. Doherty, die zelf ook regelmatig poëzie schrijft, heeft een grote interesse in Engelse literatuur en is fan van de werken van William Blake, Emily Dickinson en Thomas Chatterton. Samen met Barât delen ze een passie voor dichter Oscar Wilde. Het nummer Narcissist van het album The Libertines refereert aan Wilde's Het portret van Dorian Gray.

### Optredens
Tijdens optredens van The Libertines ging er vaak wat mis. Daarbij was Pete Doherty aan het eind van de Libertines-periode vaak afwezig, waardoor Barât alles moest overnemen. Ook onderlinge ruzies van Barât en Doherty werden weleens zichtbaar op het podium. Een enkele keer explodeerde de versterkers van de bandleden. Daardoor kreeg de band de reputatie van een grillige en onvoorspelbare live-band.
Barât en Doherty woonden enige tijd in een appartement in Bethnal Green, die zij The Albion Rooms noemden. Het was regelmatig het decor van optredens van The Libertines, die zij via het internet aankondigde. De website, thelibertines.org, was een plek voor zowel de bandleden als fans om hun creatieve ideeën neer te zetten. Er was een forum aanwezig, waarbij zowel bandleden als fans reacties plaatsten, waarbij Doherty zelfs verschillende nicknames had. Voordat de band in de bekendheid kwam, was er een vaste fanbase die reageerden op Doherty's oproep voor een optreden. Er kwamen dan enkele tientallen mensen naar het appartement van Barât en Doherty, waar ze de hele avond nummers deden (vaak totdat de politie het optreden stopzette). Naarmate The Libertines bekender werd, kregen ook steeds meer mensen door dat Doherty geheime optredens hield die hij enkele uren van tevoren op de site bekendmaakte. Behalve het appartement werden ook andere locaties in Londen gebruikt.

## Bandleden
| 1997        | - Steve Bedlow - zang - Carl Barât - zang, gitaar - Pete Doherty - zang, gitaar - Johnny Borrell - basgitaar                                |
| 1997 - 2000 | - Carl Barât - zang, gitaar - Pete Doherty - zang, gitaar - John Hassall - basgitaar - Paul DuFour - drums                                  |
| 2000        | - Carl Barât - zang, gitaar - Pete Doherty - zang, gitaar                                                                                   |
| 2000 - 2003 | - Carl Barât - zang, gitaar - Pete Doherty - zang, gitaar - John Hassall - basgitaar - Gary Powell - drums                                  |
| 2003 - 2004 | - Carl Barât - zang, gitaar - John Hassall - basgitaar - Gary Powell - drums Live werd de band bijgestaan door gitarist Anthony Rossomando. |

## Discografie

### Albums
- 2002 · Up the Bracket
- 2004 · The Libertines
- 2015 · Anthems For Doomed Youth

| Album met eventuele hitnotering(en) in de Nederlandse Album Top 100 | Datum van verschijnen | Datum van binnenkomst | Hoogste positie | Aantal weken | Opmerkingen |
| ------------------------------------------------------------------- | --------------------- | --------------------- | --------------- | ------------ | ----------- |
| The Libertines                                                      | 28-08-2004            | 11-09-2004            | 53              | 3            |             |
| Anthems for doomed youth                                            | 04-09-2015            | 19-09-2015            | 28              | 1            |             |

| Album met hitnotering(en) in de Vlaamse Ultratop 200 albums | Datum van verschijnen | Datum van binnenkomst | Hoogste positie | Aantal weken | Opmerkingen |
| ----------------------------------------------------------- | --------------------- | --------------------- | --------------- | ------------ | ----------- |
| The Libertines                                              | 28-08-2004            | 11-09-2004            | 24              | 6            |             |
| Anthems for doomed youth                                    | 04-09-2015            | 19-09-2015            | 16              | 7            |             |

### Singles
- 2002 · What a Waster
- 2002 · Up the Bracket
- 2003 · Time for Heroes
- 2003 · Don't Look Back into the Sun
- 2004 · Can't Stand Me Now
- 2004 · What Became of the Likely Lads
- 2015 · Gunga Din

| Single met hitnotering(en) in de Vlaamse Ultratop 50 | Datum van verschijnen | Datum van binnenkomst | Hoogste positie | Aantal weken | Opmerkingen |
| ---------------------------------------------------- | --------------------- | --------------------- | --------------- | ------------ | ----------- |
| Gunga Din                                            | 06-07-2015            | 18-07-2015            | tip39           | -            |             |
| You're my Waterloo                                   | 04-01-2016            | 13-02-2016            | tip             | -            |             |